# Pablo (singolo)
Pablo è un singolo del produttore discografico giamaicano Rvssian e del rapper italiano Sfera Ebbasta, pubblicato il 20 luglio 2018.
Il brano è stato in seguito incluso nella lista tracce della riedizione dell'album Rockstar di Sfera Ebbasta, del quale rappresenta il primo estratto.

## Tracce
Download digitale
1. Pablo – 2:45

Download digitale – remix
1. Pablo Remix (feat. Rich the Kid, Moneybagg Yo & Lil Baby) – 3:15